# 물맴이
물맴이(학명: Gyrinus japonicus)는 물맴이과에 속하는 곤충으로 네 개의 눈이 아닌 두개의  눈이 위아래로 있으며, 머리와 가슴사이에 공기를 넣어서 숨을 쉰다. 물 위에서 맴돌기 때문에 물맴이라고 하는데 이에 대해서 학자들은 천적인 물고기의 공격을 피하기 위한 것으로 추정했지만, 하지만 맴을 넓게 도는 물맴이가 더 많이 잡아먹힌다는 실험결과에 따라 보호행위는 아닌 것으로 판명되었다. 가끔씩 물풀에서 쉴 때가 있으며, 왕스피드(Kingspeed)를 자랑하는 곤충이다.
가까운 친척으로 왕물맴이가 있다.
|  |  |